# Lista de prêmios e indicações recebidos por The Flash
The Flash é uma série de televisão americana de super herói desenvolvida pela The CW por Greg Berlanti, Andrew Kreisberg, e Geoff Johns, baseado no personagem, da DC Comics, Barry Allen / Flash. É situada no Universo Arrow, compartilhando continuidade com outras séries de televisão da franquia, e é um spin-off de Arrow. A série estreou em 7 de outubro de 2014, e foi renovada para sua sétima temporada. Grant Gustin estrela como Barry Allen, um CSI que ganha velocidade sobre-humana, que a usa para combater criminosos, incluindo outros super-humanos que ganharam habilidades.
A série tem sido candidatea a prêmios de televisão em uma variedade de categorias reconhecendo sua escrita, atuação, direção, produção, trilha sonora e efeitos visuais. The Flash foi indicada para muitos prêmios, incluindo, seis BMI Film, TV & Visual Media Awards (vencendo todos), dois Hollywood Post Alliance Awards, um Hugo Award, dezessete IGN Awards (vencendo quatro), onze Kids' Choice Awards, dezoito Leo Awards (vencendo sete), dois MTV Movie & TV Awards, cinco People's Choice Awards (vencendo um), um Primetime Emmy Award, vinte Saturn Awards (vencendo sete), um TCA Award, vinte e sete Teen Choice Awards (vencendo seis), um TV Guide Award (vencido), e um Visual Effects Society Award. Gustin é o mais é o mais condecorado do elenco, com trinta indicações e sete vitórias. A série também detém os recordes mundiais de "Programa de TV de super-herói mais procurado" e "Programa de TV de ação e aventura mais procurado" do Guinness World Records.

## Total de prêmios e indicações para o elenco

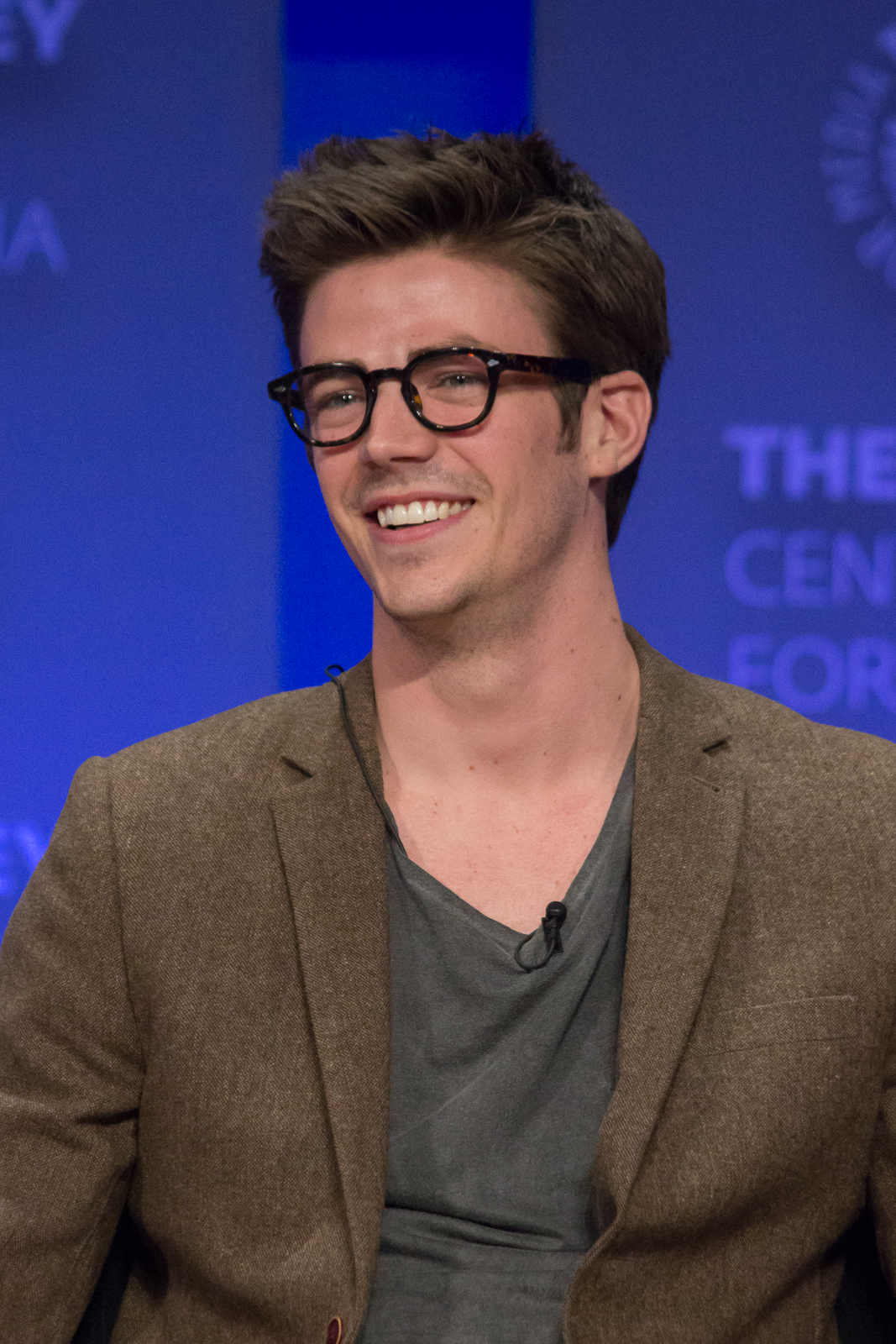
Grant Gustin é o membro do elenco mais vencedor em termos de prêmios, tendo vencido 7 prêmios de 30 indicações.

| Ator                | Personagem                                   | Ocupação      | Indicações | Prêmios |
| ------------------- | -------------------------------------------- | ------------- | ---------- | ------- |
| Grant Gustin        | Barry Allen / Flash                          | 2014–presente | 30         | 7       |
| Candice Patton      | Iris West-Allen                              | 2014–presente | 12         | 1       |
| Wentworth Miller    | Leonard Snart / Capitão Frio                 | 2014–2017     | 1          | 1       |
| Danielle Panabaker  | Caitlin Snow / Nevasca                       | 2014–presente | 6          | 1       |
| Tom Cavanagh        | Harrison Wells Eobard Thawne / Flash-Reverso | 2014–presente | 4          | 0       |
| Emily Bett Rickards | Felicity Smoak                               | 2014–2016     | 1          | 0       |
| Jesse L. Martin     | Joe West                                     | 2014–presente | 1          | 0       |
| Logan Williams      | Barry Allen (jovem)                          | 2014–2015     | 1          | 0       |
| Victor Garber       | Martin Stein / Nuclear                       | 2015–2017     | 1          | 0       |
| Teddy Sears         | Hunter Zolomon / Zoom                        | 2015–2016     | 1          | 0       |
| Hartley Sawyer      | Ralph Dibny / Homem Elástico                 | 2017–2020     | 1          | 0       |
| Paul McGillion      | Earl Cox                                     | 2018–2019     | 1          | 0       |
| Sarah Carter        | Grace Gibbons / Cicada II                    | 2019          | 1          | 0       |

## Prêmios e indicações
| Prêmio                               | Ano  | Categoria                                                                                     | Recipiente(s) e indicado(s) | Resultado | Ref(s)        |
| ------------------------------------ | ---- | --------------------------------------------------------------------------------------------- | --- | --------- | ------------- |
| BMI Film, TV & Visual Media Awards   | 2015 | BMI Network Television Music Award                                                            | Blake Neely | Venceu    | [ 6 ]         |
| BMI Film, TV & Visual Media Awards   | 2016 | BMI Network Television Music Award                                                            | Blake Neely | Venceu    | [ 7 ]         |
| BMI Film, TV & Visual Media Awards   | 2017 | BMI Network Television Music Award                                                            | Blake Neely | Venceu    | [ 8 ]         |
| BMI Film, TV & Visual Media Awards   | 2018 | BMI Network Television Music Award                                                            | Nathaniel Blume e Blake Neely | Venceu    | [ 9 ]         |
| BMI Film, TV & Visual Media Awards   | 2019 | BMI Network Television Music Award                                                            | Nathaniel Blume e Blake Neely | Venceu    | [ 10 ]        |
| BMI Film, TV & Visual Media Awards   | 2020 | BMI Network Television Music Award                                                            | Nathaniel Blume e Blake Neely | Venceu    | [ 11 ]        |
| Critics' Choice Super Awards         | 2021 | Best Actor in a Superhero Series                                                              | Grant Gustin | Indicado  | [ 12 ]        |
| Critics' Choice Super Awards         | 2021 | Best Superhero Series                                                                         | The Flash | Indicado  | [ 12 ]        |
| Dragon Awards                        | 2016 | Best Science Fiction or Fantasy TV Series                                                     | The Flash | Indicado  | [ 13 ]        |
| Golden Tomato Awards                 | 2018 | Best-reviewed Superhero TV Show                                                               | The Flash | 2° lugar  | [ 14 ]        |
| Guinness World Records               | 2020 | Programa de TV de super-herói mais procurado                                                  | The Flash | Venceu    | [ 15 ]        |
| Guinness World Records               | 2020 | Programa de TV de ação e aventura mais procurado                                              | The Flash | Venceu    | [ 16 ]        |
| Hollywood Post Alliance Awards       | 2015 | Outstanding Visual Effects – Television                                                       | Armen V. Kevorkian, Andranik Taranyan, Stefan Bredereck, Jason Shulman, e Gevork Babityan (por "Grodd Lives") | Indicado  | [ 17 ]        |
| Hollywood Post Alliance Awards       | 2016 | Outstanding Visual Effects – Television                                                       | Armen V. Kevorkian, Thomas J. Conners, Andranik Taranyan, Gevork Babityan, e Jason Shulman (por "Gorilla Warfare") | Indicado  | [ 18 ]        |
| Hugo Awards                          | 2015 | Melhor Apresentação Dramática, Forma Curta                                                    | Andrew Kreisberg, Geoff Johns, Greg Berlanti, e David Nutter (por "Pilot") | Indicado  | [ 19 ]        |
| IGN Awards                           | 2014 | Best TV Series                                                                                | The Flash | Indicado  | [ 20 ]        |
| IGN Awards                           | 2014 | Best Comic Book Adaptation TV                                                                 | The Flash | Venceu    | [ 20 ]        |
| IGN Awards                           | 2014 | Best TV Hero                                                                                  | Grant Gustin | Venceu    | [ 20 ]        |
| IGN Awards                           | 2014 | Best New TV Series                                                                            | The Flash | Indicado  | [ 20 ]        |
| IGN Awards                           | 2015 | Best Comic Book TV Series                                                                     | The Flash | Indicado  | [ 21 ]        |
| IGN Awards                           | 2015 | Best TV Hero                                                                                  | Grant Gustin | Indicado  | [ 21 ]        |
| IGN Awards                           | 2015 | Best TV Villain                                                                               | Tom Cavanagh | Indicado  | [ 21 ]        |
| IGN Awards                           | 2016 | Best Action Series                                                                            | The Flash | Indicado  | [ 22 ]        |
| IGN Awards                           | 2018 | Best Comic Book TV Series                                                                     | The Flash | Indicado  | [ 23 ]        |
| IGN People's Choice Awards           | 2014 | Best TV Series                                                                                | The Flash | Indicado  | [ 20 ]        |
| IGN People's Choice Awards           | 2014 | Best Comic Book Adaptation TV                                                                 | The Flash | Indicado  | [ 20 ]        |
| IGN People's Choice Awards           | 2014 | Best TV Hero                                                                                  | Grant Gustin | Indicado  | [ 20 ]        |
| IGN People's Choice Awards           | 2014 | Best New TV Series                                                                            | The Flash | Venceu    | [ 20 ]        |
| IGN People's Choice Awards           | 2015 | Best Comic Book TV Series                                                                     | The Flash | Indicado  | [ 21 ]        |
| IGN People's Choice Awards           | 2015 | Best TV Hero                                                                                  | Grant Gustin | Venceu    | [ 21 ]        |
| IGN People's Choice Awards           | 2015 | Best TV Villain                                                                               | Tom Cavanagh | Indicado  | [ 21 ]        |
| IGN People's Choice Awards           | 2016 | Best Action Series                                                                            | The Flash | Indicado  | [ 22 ]        |
| International Cinematographers Guild | 2015 | Maxwell Weinberg Award – Television                                                           | Bonanza Productions, Berlanti Productions e Warner Bros. Television | Indicado  | [ 24 ]        |
| Kids' Choice Awards                  | 2015 | Favorite Family TV Show                                                                       | The Flash | Indicado  | [ 25 ]        |
| Kids' Choice Awards                  | 2015 | Favorite TV Actor                                                                             | Grant Gustin | Indicado  | [ 25 ]        |
| Kids' Choice Awards                  | 2016 | Favorite Family TV Show                                                                       | The Flash | Indicado  | [ 26 ]        |
| Kids' Choice Awards                  | 2016 | Favorite Male TV Star — Family Show                                                           | Grant Gustin | Indicado  | [ 26 ]        |
| Kids' Choice Awards                  | 2017 | Favorite TV Show – Family Show                                                                | The Flash | Indicado  | [ 27 ]        |
| Kids' Choice Awards                  | 2018 | Favorite TV Show                                                                              | The Flash | Indicado  | [ 28 ]        |
| Kids' Choice Awards                  | 2018 | Favorite TV Actor                                                                             | Grant Gustin | Indicado  | [ 28 ]        |
| Kids' Choice Awards                  | 2019 | Favorite TV Drama                                                                             | The Flash | Indicado  | [ 29 ]        |
| Kids' Choice Awards                  | 2019 | Favorite Male TV Star                                                                         | Grant Gustin | Indicado  | [ 29 ]        |
| Kids' Choice Awards                  | 2020 | Favorite Family TV Show                                                                       | The Flash | Indicado  | [ 30 ]        |
| Kids' Choice Awards                  | 2022 | Favorite Family TV Show                                                                       | The Flash | Indicado  | [ 31 ]        |
| Leo Awards                           | 2015 | Best Dramatic Series                                                                          | The Flash | Indicado  | [ 32 ]        |
| Leo Awards                           | 2015 | Best Direction in a Dramatic Series                                                           | Glen Winter (por "Going Rogue") | Indicado  | [ 32 ]        |
| Leo Awards                           | 2015 | Best Cinematography in a Dramatic Series                                                      | C. Kim Miles (por "The Man in the Yellow Suit") | Indicado  | [ 32 ]        |
| Leo Awards                           | 2015 | Best Visual Effects in a Dramatic Series                                                      | Armen V. Kevorkian, James Baldanzi, Keith Hamakawa, Jeremy Jozwik, e Andranik Taranyan (por "Going Rogue") | Venceu    | [ 32 ]        |
| Leo Awards                           | 2015 | Best Production Design in a Dramatic Series                                                   | Tyler Bishop Harron (por "The Man in the Yellow Suit") | Indicado  | [ 32 ]        |
| Leo Awards                           | 2015 | Best Make-Up in a Dramatic Series                                                             | Tina Louise Teoli (por "Going Rogue") | Indicado  | [ 32 ]        |
| Leo Awards                           | 2015 | Best Hairstyling in a Dramatic Series                                                         | Sarah Koppes (por "The Man in the Yellow Suit") | Indicado  | [ 32 ]        |
| Leo Awards                           | 2015 | Best Guest Performance by a Female in a Dramatic Series                                       | Emily Bett Rickards (por "Going Rogue") | Indicado  | [ 32 ]        |
| Leo Awards                           | 2016 | Best Direction in a Dramatic Series                                                           | J. J. Makaro (por "Enter Zoom") | Indicado  | [ 33 ]        |
| Leo Awards                           | 2016 | Best Visual Effects in a Dramatic Series                                                      | Armen V. Kevorkian, James Baldanzi, Thomas James Connors, Gevork Babityan, e Marc Lougee (por "Gorilla Warfare") | Venceu    | [ 33 ]        |
| Leo Awards                           | 2016 | Best Stunt Coordination in a Dramatic Series                                                  | J. J. Makaro, Jon Kralt (por "Legends Of Today") | Indicado  | [ 33 ]        |
| Leo Awards                           | 2017 | Best Visual Effects in a Dramatic Series                                                      | Armen V. Kevorkian, James Baldanzi, Thomas Connors, Gevork Babityan, e Marc Lougee (por "King Shark") | Venceu    | [ 34 ]        |
| Leo Awards                           | 2018 | Best Visual Effects in a Dramatic Series                                                      | Armen V. Kevorkian, Marc Lougee, James Baldanzi, Andranik Taranyan, e Shirak Agresta (por "I Know Who You Are") | Venceu    | [ 35 ]        |
| Leo Awards                           | 2019 | Best Guest Performance by a Male in a Dramatic Series                                         | Paul McGillion (por "True Colors") | Indicado  | [ 36 ]        |
| Leo Awards                           | 2019 | Best Visual Effects in a Dramatic Series                                                      | Armen V. Kevorkian, Joshua Spivack, Marc Lougee, Shirak Agresta, Andranik Taranyan (por "We Are the Flash") | Venceu    | [ 36 ]        |
| Leo Awards                           | 2020 | Best Visual Effects in a Dramatic Series                                                      | Armen V. Kevorkian, Josh Spivack, Andranik Taranyan, Shirak Agresta, e Marc Lougee (por "King Shark vs. Gorilla Grodd") | Venceu    | [ 37 ]        |
| Leo Awards                           | 2021 | Best Visual Effects in a Dramatic Series                                                      | Armen V. Kevorkian Joshua Spivack, Shirak Agresta, Christopher Grocock, e Marc Lougee (por "Grodd Friended Me") | Venceu    | [ 38 ]        |
| Leo Awards                           | 2021 | Best Stunt Coordination in a Dramatic Series                                                  | Jonathan Kralt (por "Death of the Speed Force") | Indicado  | [ 38 ]        |
| MTV Movie & TV Awards                | 2017 | Melhor Herói                                                                                  | Grant Gustin | Indicado  | [ 39 ]        |
| MTV Movie & TV Awards                | 2018 | Melhor Herói                                                                                  | Grant Gustin | Indicado  | [ 40 ]        |
| People's Choice Awards               | 2015 | Favorite New TV Drama                                                                         | The Flash | Venceu    | [ 41 ]        |
| People's Choice Awards               | 2017 | Favorite Network TV Sci-Fi/Fantasy                                                            | The Flash | Indicado  | [ 42 ]        |
| People's Choice Awards               | 2019 | The Sci-Fi/Fantasy Show of 2019                                                               | The Flash | Indicado  | [ 43 ]        |
| People's Choice Awards               | 2020 | The Sci-Fi/Fantasy Show of 2020                                                               | The Flash | Indicado  | [ 44 ]        |
| People's Choice Awards               | 2021 | The Sci-Fi/Fantasy Show of 2021                                                               | The Flash | Indicado  | [ 45 ]        |
| Poppy Awards                         | 2015 | Best Actor, Drama                                                                             | Grant Gustin | Indicado  | [ 46 ]        |
| Poppy Awards                         | 2016 | Best Supporting Actor, Drama                                                                  | Jesse L. Martin | Indicado  | [ 47 ]        |
| Primetime Emmy Awards                | 2015 | Outstanding Special Visual Effects                                                            | Armen V. Kevorkian, James Baldanzi, Keith Hamakawa, Jason Shulman, Stefan Bredereck, Kurt Smith, Lorenzo Mastrobuono, Andranik Taranyan, e Gevork Babityan (por "Grodd Lives")                                                                                           | Indicado  | [ 48 ]        |
| Saturn Awards                        | 2015 | Best Superhero Adaption Television Series                                                     | The Flash | Venceu    | [ 49 ] [ 50 ] |
| Saturn Awards                        | 2015 | Breakthrough Performance                                                                      | Grant Gustin | Venceu    | [ 49 ] [ 50 ] |
| Saturn Awards                        | 2015 | Best Actor on Television                                                                      | Grant Gustin | Indicado  | [ 49 ] [ 50 ] |
| Saturn Awards                        | 2015 | Best Guest Star on Television                                                                 | Wentworth Miller | Venceu    | [ 49 ] [ 50 ] |
| Saturn Awards                        | 2016 | Best Superhero Adaption Television Series                                                     | The Flash | Venceu    | [ 51 ] [ 52 ] |
| Saturn Awards                        | 2016 | Best Actor on Television                                                                      | Grant Gustin | Indicado  | [ 51 ] [ 52 ] |
| Saturn Awards                        | 2016 | Best Guest Star on Television                                                                 | Victor Garber | Indicado  | [ 51 ] [ 52 ] |
| Saturn Awards                        | 2017 | Best Superhero Adaption Television Series                                                     | The Flash | Indicado  | [ 53 ] [ 54 ] |
| Saturn Awards                        | 2017 | Best Actor on Television                                                                      | Grant Gustin | Indicado  | [ 53 ] [ 54 ] |
| Saturn Awards                        | 2017 | Best Supporting Actress on Television                                                         | Candice Patton | Venceu    | [ 53 ] [ 54 ] |
| Saturn Awards                        | 2018 | Best Superhero Television Series                                                              | The Flash | Venceu    | [ 55 ] [ 56 ] |
| Saturn Awards                        | 2018 | Best Supporting Actress on Television                                                         | Candice Patton | Indicado  | [ 55 ] [ 56 ] |
| Saturn Awards                        | 2018 | Best Guest Starring Role on Television                                                        | Hartley Sawyer | Indicado  | [ 55 ] [ 56 ] |
| Saturn Awards                        | 2019 | Best Superhero Television Series                                                              | The Flash | Indicado  | [ 57 ]        |
| Saturn Awards                        | 2019 | Best Actor on a Television Series                                                             | Grant Gustin | Indicado  | [ 57 ]        |
| Saturn Awards                        | 2019 | Best Actress on a Television Series                                                           | Candice Patton | Indicado  | [ 57 ]        |
| Saturn Awards                        | 2021 | Best Superhero Television Series                                                              | The Flash | Indicado  | [ 58 ] [ 59 ] |
| Saturn Awards                        | 2021 | Best Actor on a Television Series                                                             | Grant Gustin | Indicado  | [ 58 ] [ 59 ] |
| Saturn Awards                        | 2021 | Best Actress on a Television Series                                                           | Candice Patton | Indicado  | [ 58 ] [ 59 ] |
| Saturn Awards                        | 2021 | Best Supporting Actress on a Television Series                                                | Danielle Panabaker | Venceu    | [ 58 ] [ 59 ] |
| SFX Awards                           | 2015 | Best Actor                                                                                    | Grant Gustin | Indicado  | [ 60 ]        |
| SFX Awards                           | 2015 | Best TV Show                                                                                  | The Flash | Indicado  | [ 60 ]        |
| SFX Awards                           | 2015 | Best New TV Show                                                                              | The Flash | Indicado  | [ 60 ]        |
| SFX Awards                           | 2015 | Best TV Episode                                                                               | "Flash vs. Arrow" | Indicado  | [ 60 ]        |
| SFX Awards                           | 2015 | Best Villain                                                                                  | Tom Cavanagh as Reverse-Flash | Indicado  | [ 60 ]        |
| TCA Awards                           | 2015 | Outstanding New Program                                                                       | The Flash | Indicado  | [ 61 ]        |
| Teen Choice Awards                   | 2015 | Choice TV Actress – Fantasy/Sci-Fi                                                            | Danielle Panabaker | Indicado  | [ 62 ]        |
| Teen Choice Awards                   | 2015 | Choice TV – Breakout Star                                                                     | Grant Gustin | Venceu    | [ 62 ]        |
| Teen Choice Awards                   | 2015 | Choice TV – Breakout Star                                                                     | Candice Patton | Indicado  | [ 62 ]        |
| Teen Choice Awards                   | 2015 | Choice TV – Chemistry                                                                         | Grant Gustin e Candice Patton | Indicado  | [ 62 ]        |
| Teen Choice Awards                   | 2015 | Choice TV – Liplock                                                                           | Grant Gustin e Candice Patton | Indicado  | [ 62 ]        |
| Teen Choice Awards                   | 2015 | Choice TV – Villain                                                                           | Tom Cavanagh | Indicado  | [ 62 ]        |
| Teen Choice Awards                   | 2016 | Choice TV Actor: Fantasy/Sci-Fi                                                               | Grant Gustin | Venceu    | [ 63 ]        |
| Teen Choice Awards                   | 2016 | Choice TV Actress: Fantasy/Sci-Fi                                                             | Danielle Panabaker | Indicado  | [ 63 ]        |
| Teen Choice Awards                   | 2016 | Choice TV Show: Fantasy/Sci-Fi                                                                | The Flash | Indicado  | [ 63 ]        |
| Teen Choice Awards                   | 2016 | Choice TV: Chemistry                                                                          | Candice Patton e Grant Gustin | Indicado  | [ 63 ]        |
| Teen Choice Awards                   | 2016 | Choice TV: Liplock                                                                            | Candice Patton e Grant Gustin | Indicado  | [ 63 ]        |
| Teen Choice Awards                   | 2016 | Choice TV: Villain                                                                            | Teddy Sears | Indicado  | [ 63 ]        |
| Teen Choice Awards                   | 2017 | Choice Action TV Actor                                                                        | Grant Gustin | Venceu    | [ 64 ]        |
| Teen Choice Awards                   | 2017 | Choice Action TV Actress                                                                      | Candice Patton | Indicado  | [ 64 ]        |
| Teen Choice Awards                   | 2017 | Choice Action TV Actress                                                                      | Danielle Panabaker | Indicado  | [ 64 ]        |
| Teen Choice Awards                   | 2017 | Choice Action TV Show                                                                         | The Flash | Venceu    | [ 64 ]        |
| Teen Choice Awards                   | 2017 | Choice TV Villain                                                                             | Grant Gustin | Indicado  | [ 64 ]        |
| Teen Choice Awards                   | 2018 | Choice Action TV Actor                                                                        | Grant Gustin | Venceu    | [ 65 ]        |
| Teen Choice Awards                   | 2018 | Choice Action TV Actress                                                                      | Candice Patton | Indicado  | [ 65 ]        |
| Teen Choice Awards                   | 2018 | Choice Action TV Actress                                                                      | Danielle Panabaker | Indicado  | [ 65 ]        |
| Teen Choice Awards                   | 2018 | Choice Action TV Show                                                                         | The Flash | Venceu    | [ 65 ]        |
| Teen Choice Awards                   | 2018 | Choice TV Ship                                                                                | Grant Gustin e Candice Patton | Indicado  | [ 65 ]        |
| Teen Choice Awards                   | 2019 | Choice Action TV Actor                                                                        | Grant Gustin | Indicado  | [ 66 ]        |
| Teen Choice Awards                   | 2019 | Choice Action TV Actress                                                                      | Candice Patton | Indicado  | [ 66 ]        |
| Teen Choice Awards                   | 2019 | Choice Action TV Actress                                                                      | Danielle Panabaker | Indicado  | [ 66 ]        |
| Teen Choice Awards                   | 2019 | Choice Action TV Show                                                                         | The Flash | Indicado  | [ 66 ]        |
| Teen Choice Awards                   | 2019 | Choice TV Villain                                                                             | Sarah Carter | Indicado  | [ 66 ]        |
| TV Guide Awards                      | 2014 | Favorite New Show                                                                             | The Flash | Venceu    | [ 67 ]        |
| UBCP/ACTRA Awards                    | 2015 | Best Emerging Performer                                                                       | Logan Williams | Indicado  | [ 68 ]        |
| UBCP/ACTRA Awards                    | 2015 | Best Stunt                                                                                    | Brent Connolly | Indicado  | [ 68 ]        |
| UBCP/ACTRA Awards                    | 2015 | Best Stunt                                                                                    | David Jacox | Indicado  | [ 68 ]        |
| UBCP/ACTRA Awards                    | 2015 | Best Stunt                                                                                    | Cody Laudan | Indicado  | [ 68 ]        |
| UBCP/ACTRA Awards                    | 2015 | Best Stunt                                                                                    | Yusuf Ahmed | Indicado  | [ 68 ]        |
| UBCP/ACTRA Awards                    | 2016 | Best Stunt                                                                                    | Leif Havdale (por "Legends of Today") | Indicado  | [ 69 ]        |
| UBCP/ACTRA Awards                    | 2018 | Best Stunt                                                                                    | Jon Kralt, Trevor Addie, Chad Bellamy, Adam Chase, Mark Chin, Ken Do, Lucius Fairburn, Kevin Fortin, Kevin Haaland, Zen Humpage, Cody Laudan, Brian Lydiatt, James Mowat, Ryan Moss, Jesse Pierce, Matt Reimer, Shawn Robidoux, Chris Webb, e Mike Wu (por "Think Fast") | Indicado  | [ 70 ]        |
| UBCP/ACTRA Awards                    | 2019 | Best Stunt                                                                                    | Jon Kralt e Adrian Hein (por "Legacy") | Indicado  | [ 71 ]        |
| Visual Effects Society Awards        | 2015 | Outstanding Visual Effects in a Visual Effects-Driven Photoreal/Live Action Broadcast Program | The Flash | Indicado  | [ 72 ]        |